# Стии
Стѝи (от книжовното Стихии, което е от гръцкото στοιχείο, елемент) се наричат свръхестествени същества, засвидетелствани във вярванията на българското население в Македония.
Във Велешко под това име са познати водни духове, обитаващи най-дълбоките места в реките. Представяни са като жени с много дълги разплетени коси, които давят хората в реките. Вярва се, че човек дори да се опита да избяга от тях, те хвърлят по него косите си, впримчват го и го оплитат с тях и го завличат в дълбините, където го удавят.
В Битолско под името стихия е познат дух-пазител на дома, имота и местата, където има заровено съкровище. Представяна в облика на голяма змия, стихията не се отдалечава много от местообитанието си и винаги се завръща в него. Смята се, че всяка къща задължително си има стихия – къща без стихия се счита за нещастна. Стихии-покровители имат не само къщите, но и населените места – отбелязани са вярвания, че такива покровители имат селата Довледжик, Кръстоор, Раизани и други.